# Anastacia/Auszeichnungen für Musikverkäufe

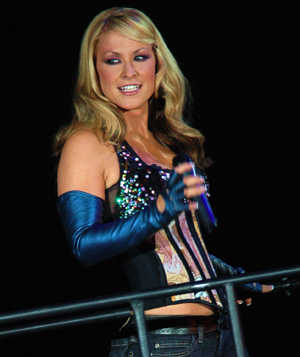
Anastacia (2005)

Dies ist eine Übersicht über die Auszeichnungen für Musikverkäufe der US-amerikanischen Pop-Sängerin Anastacia. Die Auszeichnungen finden sich nach ihrer Art (Gold, Platin usw.), nach Staaten getrennt in chronologischer Reihenfolge, geordnet sowie nach den Tonträgern selbst, ebenfalls in chronologischer Reihenfolge, getrennt nach Medium (Alben, Singles usw.), wieder.

## Auszeichnungen
| - Frankreich - 2000: für die Single Not That Kind - 2001: für die Single Paid My Dues - 2025: für die Single Sick & Tired - Australien - 2002: für die Single One Day in Your Life - 2004: für die Single Sick & Tired - 2005: für das Album Pieces of a Dream - Belgien - 2001: für die Single Paid My Dues - 2004: für das Album Anastacia - 2004: für die Single Left Outside Alone - 2006: für das Album Pieces of a Dream - 2006: für die Single I Belong to You (Il Ritmo Della Passione) - Dänemark - 2002: für die Single Paid My Dues - 2006: für das Album Pieces of a Dream - 2024: für die Single Left Outside Alone - Deutschland - 2000: für die Single I’m Outta Love - 2002: für die Single Paid My Dues - 2004: für die Single Left Outside Alone - 2004: für die Single Sick & Tired - 2004: für das Videoalbum The Video Collection - 2006: für die Single I Belong to You (Il Ritmo Della Passione) - Finnland - 2001: für das Album Not That Kind - 2006: für das Album Pieces of a Dream - Frankreich - 2004: für das Album Anastacia - Griechenland - 2006: für das Album Pieces of a Dream - Italien - 2014: für die Single Stupid Little Things - 2023: für die Single I Belong to You (Il Ritmo Della Passione) - 2023: für die Single Left Outside Alone - Neuseeland - 2004: für das Album Anastacia - 2006: für das Album Pieces of a Dream - Niederlande - 2000: für die Single I’m Outta Love - 2005: für das Album Pieces of a Dream - Norwegen - 2001: für die Single Paid My Dues - 2004: für die Single Left Outside Alone - 2004: für die Single Sick & Tired - Österreich - 2000: für die Single I’m Outta Love - 2002: für die Single Paid My Dues - 2004: für die Single Left Outside Alone - 2004: für das Videoalbum The Video Collection - 2006: für die Single Belong to You (Il Ritmo Della Passione) - Polen - 2002: für das Album Freak of Nature - Portugal - 2004: für das Album Anastacia - 2005: für das Album Pieces of a Dream - 2005: für das Videoalbum The Video Collection - Russland - 2008: für das Album Heavy Rotation - Schweden - 2000: für die Single I’m Outta Love - 2001: für das Album Not That Kind - 2008: für das Album Heavy Rotation - Schweiz - 2000: für die Single I’m Outta Love - 2001: für die Single Paid My Dues - 2004: für die Single Left Outside Alone - 2006: für die Single I Belong to You (Il Ritmo Della Passione) - 2008: für das Album Heavy Rotation - Spanien - 2001: für das Album Not That Kind - 2006: für das Album Pieces of a Dream - 2025: für die Single Left Outside Alone - Ungarn - 2002: für das Album Freak of Nature - 2004: für das Album Anastacia - Vereinigtes Königreich - 2013: für das Videoalbum The Video Collection - 2025: für das Album Ultimate Collection | - Frankreich - 2002: für das Album Freak of Nature - Australien - 2002: für das Album Freak of Nature - Belgien - 2000: für die Single I’m Outta Love - 2000: für das Album Not That Kind - 2002: für das Album Freak of Nature - Dänemark - 2002: für das Album Freak of Nature - 2004: für das Album Anastacia - Deutschland - 2022: für das Album Pieces of a Dream - Finnland - 2002: für das Album Freak of Nature - 2004: für das Album Anastacia - Frankreich - 2000: für die Single I’m Outta Love - Griechenland - 2005: für das Album Anastacia - Irland - 2005: für das Album Pieces of a Dream - Neuseeland - 2000: für die Single I’m Outta Love - 2002: für das Album Freak of Nature - Niederlande - 2004: für das Album Anastacia - Norwegen - 2001: für das Album Not That Kind - 2004: für das Album Anastacia - Österreich - 2001: für das Album Not That Kind - 2002: für das Album Freak of Nature - 2006: für das Album Pieces of a Dream - Russland - 2006: für das Album Pieces of a Dream - Schweden - 2004: für das Album Anastacia - Schweiz - 2006: für das Album Pieces of a Dream - Spanien - 2002: für das Album Freak of Nature - Vereinigtes Königreich - 2005: für das Album Pieces of a Dream - 2022: für die Single Left Outside Alone - 2023: für die Single I’m Outta Love - Australien - 2000: für die Single I’m Outta Love - 2004: für die Single Left Outside Alone - 2004: für das Album Anastacia - Dänemark - 2002: für das Album Not That Kind - Frankreich - 2003: für das Album Not That Kind - Irland - 2004: für das Album Anastacia - Italien - 2004: für das Album Anastacia - Niederlande - 2002: für das Album Freak of Nature - Norwegen - 2002: für das Album Freak of Nature - Österreich - 2004: für das Album Anastacia - Schweden - 2002: für das Album Freak of Nature - Spanien - 2004: für das Album Anastacia | - Deutschland - 2003: für das Album Not That Kind - Australien - 2000: für das Album Not That Kind - Deutschland - 2003: für das Album Freak of Nature - Europa - 2002: für das Album Freak of Nature - 2004: für das Album Anastacia - Italien - 2006: für das Album Pieces of a Dream - Niederlande - 2001: für das Album Not That Kind - Schweiz - 2001: für das Album Not That Kind - 2004: für das Album Anastacia - Vereinigtes Königreich - 2004: für das Album Not That Kind - 2004: für das Album Freak of Nature - Deutschland - 2005: für das Album Anastacia - Europa - 2004: für das Album Not That Kind - Neuseeland - 2001: für das Album Not That Kind - Vereinigtes Königreich - 2004: für das Album Anastacia - Schweiz - 2002: für das Album Freak of Nature |

## Auszeichnungen nach Alben

### Not That Kind
| Land/Region                  | Auszeichnungen für Musikverkäufe (Land/Region, Auszeichnung, Verkäufe) | Verkäufe  |
| ---------------------------- | ---------------------------------------------------------------------- | --------- |
| Australien (ARIA)            | 3× Platin                                                              | 210.000   |
| Belgien (BRMA)               | Platin                                                                 | (50.000)  |
| Dänemark (IFPI)              | 2× Platin                                                              | (100.000) |
| Deutschland (BVMI)           | 5× Gold                                                                | (750.000) |
| Europa (IFPI)                | 4× Platin                                                              | 4.000.000 |
| Finnland (IFPI)              | Gold                                                                   | (22.115)  |
| Frankreich (SNEP)            | 2× Platin                                                              | (600.000) |
| Neuseeland (RMNZ)            | 4× Platin                                                              | 60.000    |
| Niederlande (NVPI)           | 3× Platin                                                              | (240.000) |
| Norwegen (IFPI)              | Platin                                                                 | (50.000)  |
| Österreich (IFPI)            | Platin                                                                 | (50.000)  |
| Schweden (IFPI)              | Gold                                                                   | (40.000)  |
| Schweiz (IFPI)               | 3× Platin                                                              | (150.000) |
| Spanien (Promusicae)         | Gold                                                                   | (50.000)  |
| Vereinigtes Königreich (BPI) | 3× Platin                                                              | (900.000) |
| Insgesamt                    | 4× Gold · 29× Platin ·                                                 | 4.270.000 |

### Freak of Nature
| Land/Region                  | Auszeichnungen für Musikverkäufe (Land/Region, Auszeichnung, Verkäufe) | Verkäufe  |
| ---------------------------- | ---------------------------------------------------------------------- | --------- |
| Australien (ARIA)            | Platin                                                                 | 70.000    |
| Belgien (BRMA)               | Platin                                                                 | (50.000)  |
| Dänemark (IFPI)              | Platin                                                                 | (50.000)  |
| Deutschland (BVMI)           | 3× Platin                                                              | (900.000) |
| Europa (IFPI)                | 3× Platin                                                              | 3.000.000 |
| Finnland (IFPI)              | Platin                                                                 | (39.275)  |
| Frankreich (SNEP)            | 2× Gold                                                                | (200.000) |
| Neuseeland (RMNZ)            | Platin                                                                 | 15.000    |
| Niederlande (NVPI)           | 2× Platin                                                              | (160.000) |
| Norwegen (IFPI)              | 2× Platin                                                              | (80.000)  |
| Österreich (IFPI)            | Platin                                                                 | (40.000)  |
| Polen (ZPAV)                 | Gold                                                                   | (35.000)  |
| Schweden (IFPI)              | 2× Platin                                                              | (120.000) |
| Schweiz (IFPI)               | 5× Platin                                                              | (200.000) |
| Spanien (Promusicae)         | Platin                                                                 | (100.000) |
| Ungarn (MAHASZ)              | Gold                                                                   | (10.000)  |
| Vereinigtes Königreich (BPI) | 3× Platin                                                              | (900.000) |
| Insgesamt                    | 4× Gold · 27× Platin ·                                                 | 3.125.000 |

### Anastacia
| Land/Region                  | Auszeichnungen für Musikverkäufe (Land/Region, Auszeichnung, Verkäufe) | Verkäufe    |
| ---------------------------- | ---------------------------------------------------------------------- | ----------- |
| Australien (ARIA)            | 2× Platin                                                              | 140.000     |
| Belgien (BRMA)               | Gold                                                                   | 25.000      |
| Dänemark (IFPI)              | Platin                                                                 | 40.000      |
| Deutschland (BVMI)           | 4× Platin                                                              | 800.000     |
| Europa (IFPI)                | 3× Platin                                                              | (3.000.000) |
| Finnland (IFPI)              | Platin                                                                 | 35.089      |
| Frankreich (SNEP)            | Gold                                                                   | 100.000     |
| Griechenland (IFPI)          | Platin                                                                 | 20.000      |
| Irland (IRMA)                | 2× Platin                                                              | 30.000      |
| Italien (FIMI)               | 2× Platin                                                              | 200.000     |
| Neuseeland (RMNZ)            | Gold                                                                   | 7.500       |
| Niederlande (NVPI)           | Platin                                                                 | 80.000      |
| Norwegen (IFPI)              | Platin                                                                 | 40.000      |
| Österreich (IFPI)            | 2× Platin                                                              | 60.000      |
| Portugal (AFP)               | Gold                                                                   | 20.000      |
| Schweden (IFPI)              | Platin                                                                 | 60.000      |
| Schweiz (IFPI)               | 3× Platin                                                              | 120.000     |
| Spanien (Promusicae)         | 2× Platin                                                              | 200.000     |
| Ungarn (MAHASZ)              | Gold                                                                   | 10.000      |
| Vereinigtes Königreich (BPI) | 4× Platin                                                              | 1.200.000   |
| Insgesamt                    | 5× Gold · 30× Platin ·                                                 | 3.187.589   |

### Pieces of a Dream
| Land/Region                  | Auszeichnungen für Musikverkäufe (Land/Region, Auszeichnung, Verkäufe) | Verkäufe  |
| ---------------------------- | ---------------------------------------------------------------------- | --------- |
| Australien (ARIA)            | Gold                                                                   | 35.000    |
| Belgien (BRMA)               | Gold                                                                   | 25.000    |
| Dänemark (IFPI)              | Gold                                                                   | 20.000    |
| Deutschland (BVMI)           | Platin                                                                 | 200.000   |
| Finnland (IFPI)              | Gold                                                                   | 18.921    |
| Griechenland (IFPI)          | Gold                                                                   | 10.000    |
| Irland (IRMA)                | Platin                                                                 | 15.000    |
| Italien (FIMI)               | 3× Platin                                                              | 240.000   |
| Neuseeland (RMNZ)            | Gold                                                                   | 7.500     |
| Niederlande (NVPI)           | Gold                                                                   | 40.000    |
| Österreich (IFPI)            | Platin                                                                 | 30.000    |
| Portugal (AFP)               | Gold                                                                   | 10.000    |
| Russland (NFPF)              | Platin                                                                 | 20.000    |
| Schweiz (IFPI)               | Platin                                                                 | 40.000    |
| Spanien (Promusicae)         | Gold                                                                   | 40.000    |
| Vereinigtes Königreich (BPI) | Platin                                                                 | 300.000   |
| Insgesamt                    | 9× Gold · 9× Platin ·                                                  | 1.051.421 |

### Heavy Rotation
| Land/Region     | Auszeichnungen für Musikverkäufe (Land/Region, Auszeichnung, Verkäufe) | Verkäufe |
| --------------- | ---------------------------------------------------------------------- | -------- |
| Russland (NFPF) | Gold                                                                   | 10.000   |
| Schweden (IFPI) | Gold                                                                   | 20.000   |
| Schweiz (IFPI)  | Gold                                                                   | 15.000   |
| Insgesamt       | 3× Gold ·                                                              | 45.000   |

### Ultimate Collection
| Land/Region                  | Auszeichnungen für Musikverkäufe (Land/Region, Auszeichnung, Verkäufe) | Verkäufe |
| ---------------------------- | ---------------------------------------------------------------------- | -------- |
| Vereinigtes Königreich (BPI) | Gold                                                                   | 100.000  |
| Insgesamt                    | 1× Gold ·                                                              | 100.000  |

## Auszeichnungen nach Singles

### I’m Outta Love
| Land/Region                  | Auszeichnungen für Musikverkäufe (Land/Region, Auszeichnung, Verkäufe) | Verkäufe  |
| ---------------------------- | ---------------------------------------------------------------------- | --------- |
| Australien (ARIA)            | 2× Platin                                                              | 140.000   |
| Belgien (BRMA)               | Platin                                                                 | 50.000    |
| Deutschland (BVMI)           | Gold                                                                   | 250.000   |
| Frankreich (SNEP)            | Platin                                                                 | 500.000   |
| Neuseeland (RMNZ)            | Platin                                                                 | 10.000    |
| Niederlande (NVPI)           | Gold                                                                   | 40.000    |
| Österreich (IFPI)            | Gold                                                                   | 25.000    |
| Schweden (IFPI)              | Gold                                                                   | 15.000    |
| Schweiz (IFPI)               | Gold                                                                   | 25.000    |
| Vereinigtes Königreich (BPI) | Platin                                                                 | 600.000   |
| Insgesamt                    | 5× Gold · 6× Platin ·                                                  | 1.655.000 |

### Not That Kind
| Land/Region       | Auszeichnungen für Musikverkäufe (Land/Region, Auszeichnung, Verkäufe) | Verkäufe |
| ----------------- | ---------------------------------------------------------------------- | -------- |
| Frankreich (SNEP) | Silber                                                                 | 125.000  |
| Insgesamt         | 1× Silber ·                                                            | 125.000  |

### Paid My Dues
| Land/Region        | Auszeichnungen für Musikverkäufe (Land/Region, Auszeichnung, Verkäufe) | Verkäufe |
| ------------------ | ---------------------------------------------------------------------- | -------- |
| Belgien (BRMA)     | Gold                                                                   | 25.000   |
| Dänemark (IFPI)    | Gold                                                                   | 10.000   |
| Deutschland (BVMI) | Gold                                                                   | 250.000  |
| Frankreich (SNEP)  | Silber                                                                 | 125.000  |
| Norwegen (IFPI)    | Gold                                                                   | 10.000   |
| Österreich (IFPI)  | Gold                                                                   | 20.000   |
| Schweiz (IFPI)     | Gold                                                                   | 20.000   |
| Insgesamt          | 1× Silber · 6× Gold ·                                                  | 460.000  |

### One Day in Your Life
| Land/Region       | Auszeichnungen für Musikverkäufe (Land/Region, Auszeichnung, Verkäufe) | Verkäufe |
| ----------------- | ---------------------------------------------------------------------- | -------- |
| Australien (ARIA) | Gold                                                                   | 35.000   |
| Insgesamt         | 1× Gold ·                                                              | 35.000   |

### Left Outside Alone
| Land/Region                  | Auszeichnungen für Musikverkäufe (Land/Region, Auszeichnung, Verkäufe) | Verkäufe  |
| ---------------------------- | ---------------------------------------------------------------------- | --------- |
| Australien (ARIA)            | 2× Platin                                                              | 140.000   |
| Belgien (BRMA)               | Gold                                                                   | 25.000    |
| Dänemark (IFPI)              | Gold                                                                   | 45.000    |
| Deutschland (BVMI)           | Gold                                                                   | 150.000   |
| Italien (FIMI)               | Gold                                                                   | 50.000    |
| Norwegen (IFPI)              | Gold                                                                   | 5.000     |
| Österreich (IFPI)            | Gold                                                                   | 15.000    |
| Schweiz (IFPI)               | Gold                                                                   | 20.000    |
| Spanien (Promusicae)         | Gold                                                                   | 30.000    |
| Vereinigtes Königreich (BPI) | Platin                                                                 | 600.000   |
| Insgesamt                    | 8× Gold · 3× Platin ·                                                  | 1.080.000 |

### Sick & Tired
| Land/Region                  | Auszeichnungen für Musikverkäufe (Land/Region, Auszeichnung, Verkäufe) | Verkäufe |
| ---------------------------- | ---------------------------------------------------------------------- | -------- |
| Australien (ARIA)            | Gold                                                                   | 35.000   |
| Deutschland (BVMI)           | Gold                                                                   | 150.000  |
| Norwegen (IFPI)              | Gold                                                                   | 5.000    |
| Vereinigtes Königreich (BPI) | Silber                                                                 | 200.000  |
| Insgesamt                    | 1× Silber · 3× Gold ·                                                  | 390.000  |

### I Belong to You (Il ritmo della passione)
| Land/Region        | Auszeichnungen für Musikverkäufe (Land/Region, Auszeichnung, Verkäufe) | Verkäufe |
| ------------------ | ---------------------------------------------------------------------- | -------- |
| Belgien (BRMA)     | Gold                                                                   | 25.000   |
| Deutschland (BVMI) | Gold                                                                   | 150.000  |
| Italien (FIMI)     | Gold                                                                   | 50.000   |
| Österreich (IFPI)  | Gold                                                                   | 15.000   |
| Schweiz (IFPI)     | Gold                                                                   | 15.000   |
| Insgesamt          | 5× Gold ·                                                              | 255.000  |

### Stupid Little Things
| Land/Region    | Auszeichnungen für Musikverkäufe (Land/Region, Auszeichnung, Verkäufe) | Verkäufe |
| -------------- | ---------------------------------------------------------------------- | -------- |
| Italien (FIMI) | Gold                                                                   | 15.000   |
| Insgesamt      | 1× Gold ·                                                              | 15.000   |

## Auszeichnungen nach Videoalben

### The Video Collection
| Land/Region                  | Auszeichnungen für Musikverkäufe (Land/Region, Auszeichnung, Verkäufe) | Verkäufe |
| ---------------------------- | ---------------------------------------------------------------------- | -------- |
| Deutschland (BVMI)           | Gold                                                                   | 25.000   |
| Österreich (IFPI)            | Gold                                                                   | 5.000    |
| Portugal (AFP)               | Gold                                                                   | 4.000    |
| Vereinigtes Königreich (BPI) | Gold                                                                   | 25.000   |
| Insgesamt                    | 4× Gold ·                                                              | 59.000   |

## Statistik und Quellen
| Land/RegionAuszeichnungen für Musikverkäufe (Land/Region, Auszeichnungen, Verkäufe, Quellen) | Silber     | Gold       | Platin         | Verkäufe     | Quellen                                                     |
| -------------------------------------------------------------------------------------------- | ---------- | ---------- | -------------- | ------------ | ----------------------------------------------------------- |
| Australien (ARIA)                                                                            | —          | 3× Gold3   | 10× Platin10   | 805.000      | aria.com.au                                                 |
| Belgien (BRMA)                                                                               | —          | 5× Gold5   | 3× Platin3     | 275.000      | ultratop.be                                                 |
| Dänemark (IFPI)                                                                              | —          | 3× Gold3   | 4× Platin4     | 265.000      | ifpi.dk                                                     |
| Deutschland (BVMI)                                                                           | —          | 7× Gold7   | 10× Platin10   | 3.625.000    | musikindustrie.de                                           |
| Europa (IFPI)                                                                                | —          | —          | 10× Platin10   | (10.000.000) | ifpi.org (Memento vom 15. Oktober 2013 im Internet Archive) |
| Finnland (IFPI)                                                                              | —          | 2× Gold2   | 2× Platin2     | 115.400      | ifpi.fi                                                     |
| Frankreich (SNEP)                                                                            | 2× Silber2 | 3× Gold3   | 3× Platin3     | 1.650.000    | infodisc.fr                                                 |
| Griechenland (IFPI)                                                                          | —          | Gold1      | Platin1        | 30.000       | Einzelnachweise                                             |
| Irland (IRMA)                                                                                | —          | —          | 3× Platin3     | 45.000       | irishcharts.ie                                              |
| Italien (FIMI)                                                                               | —          | 3× Gold3   | 5× Platin5     | 555.000      | fimi.it                                                     |
| Neuseeland (RMNZ)                                                                            | —          | 2× Gold2   | 6× Platin6     | 92.500       | aotearoamusiccharts.co.nz                                   |
| Niederlande (NVPI)                                                                           | —          | 2× Gold2   | 6× Platin6     | 560.000      | nvpi.nl                                                     |
| Norwegen (IFPI)                                                                              | —          | 3× Gold3   | 4× Platin4     | 190.000      | ifpi.no                                                     |
| Österreich (IFPI)                                                                            | —          | 5× Gold5   | 5× Platin5     | 260.000      | ifpi.at                                                     |
| Polen (ZPAV)                                                                                 | —          | Gold1      | —              | 35.000       | olis.pl                                                     |
| Portugal (AFP)                                                                               | —          | 3× Gold3   | —              | 34.000       | Einzelnachweise                                             |
| Russland (NFPF)                                                                              | —          | Gold1      | Platin1        | 30.000       | 2m-online.ru                                                |
| Schweden (IFPI)                                                                              | —          | 3× Gold3   | 3× Platin3     | 255.000      | sverigetopplistan.se                                        |
| Schweiz (IFPI)                                                                               | —          | 5× Gold5   | 12× Platin12   | 605.000      | hitparade.ch                                                |
| Spanien (Promusicae)                                                                         | —          | 3× Gold3   | 3× Platin3     | 420.000      | elportaldemusica.es                                         |
| Ungarn (MAHASZ)                                                                              | —          | 2× Gold2   | —              | 20.000       | slagerlistak.hu                                             |
| Vereinigtes Königreich (BPI)                                                                 | Silber1    | 2× Gold2   | 13× Platin13   | 4.525.000    | bpi.co.uk                                                   |
| Insgesamt                                                                                    | 3× Silber3 | 59× Gold59 | 104× Platin104 |              |                                                             |